# Cementerio de Lloret de Mar

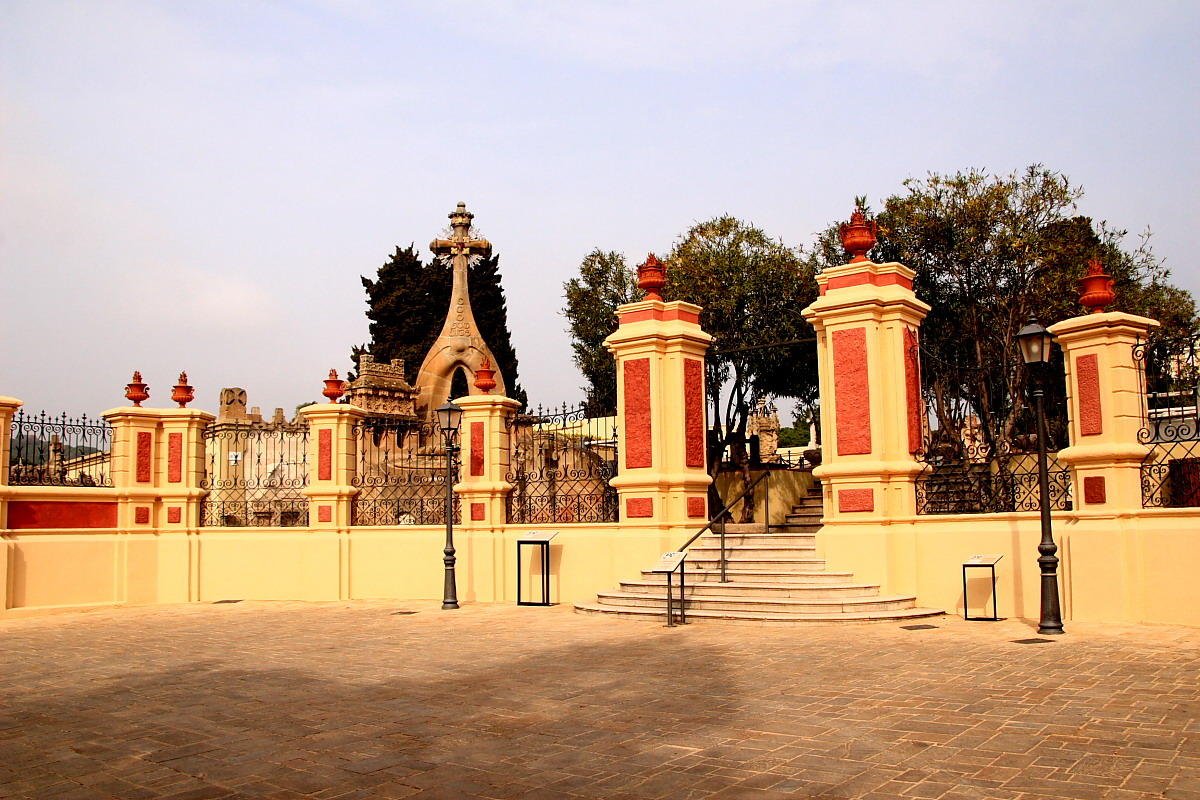
Valla y puerta principal.

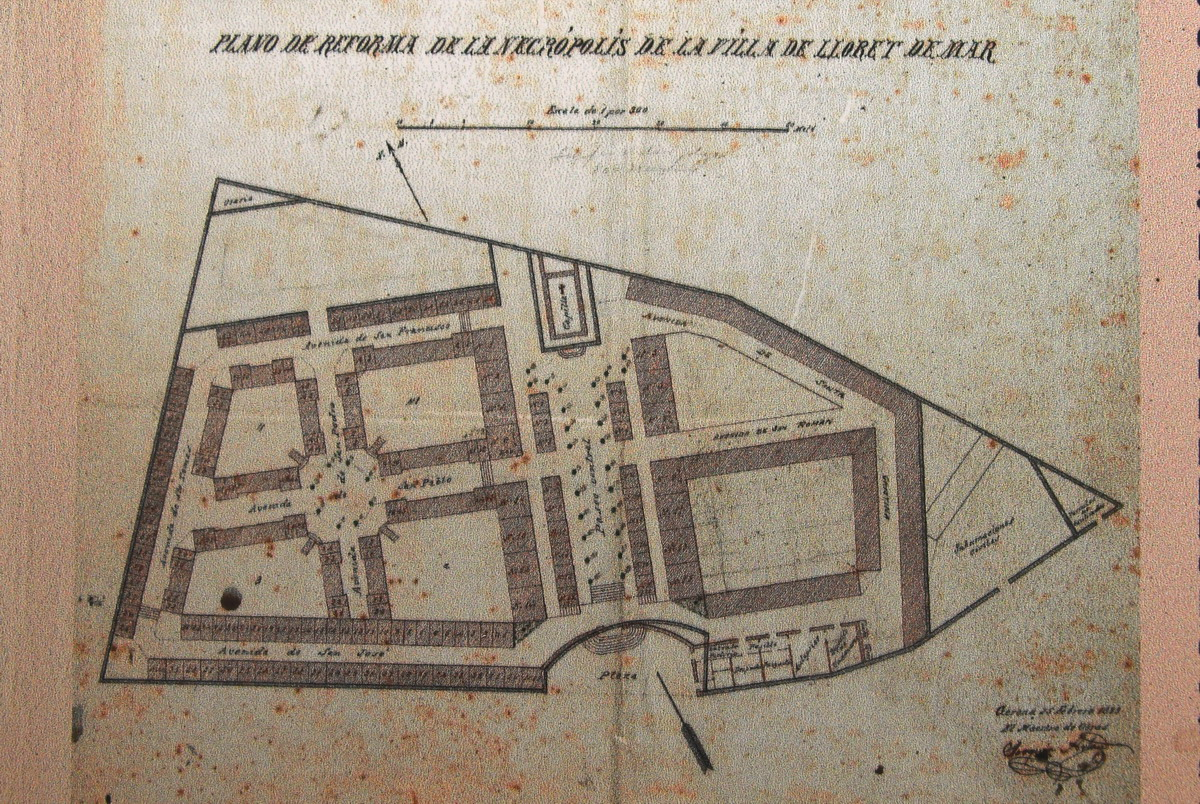
Plano del proyecto original.

El cementerio de Lloret de Mar fue proyectado por Joaquim Artau i Fàbregas (1876-1946), un maestro de obras que lo construyó entre 1896 y 1901.
En el cementerio de Lloret, buena parte del espacio está dedicado a los grandes panteones y a los hipogeos, sepulturas en tierra con una decoración escultural encima. A partir de una paseo central donde se ubican los entierros principales y más famosos, la parte derecha está dedicada a nichos, y la parte izquierda está constituida por hipogeos y pequeños mausoleos de estética neogótica y adosados entre sí. El aspecto exterior recuerda a construcciones similares de la época con una valla de reja majestuosa, a pesar de las dimensiones reducidas de la población en aquellos años.
Como ocurre con otros municipios de la costa catalana, como Arenys de Mar o Canet de Mar fue construido en un momento de esplendor del modernismo que coincide con el regreso de muchos indianos a sus villas de origen. Estos, ricos y con ganas de perpetuar su memoria, encargaron sus panteones y mausoleos a los mejores artistas de la época.
Entre las obras principales hay piezas de Puig i Cadafalch, Gallissà, Vicenç Artigas o Bonaventura Conill.

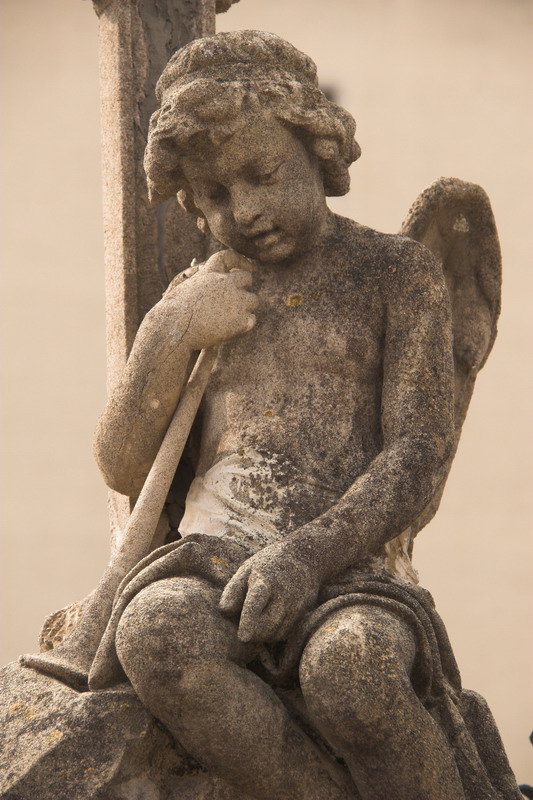
Escultura modernista funeraria de un angel
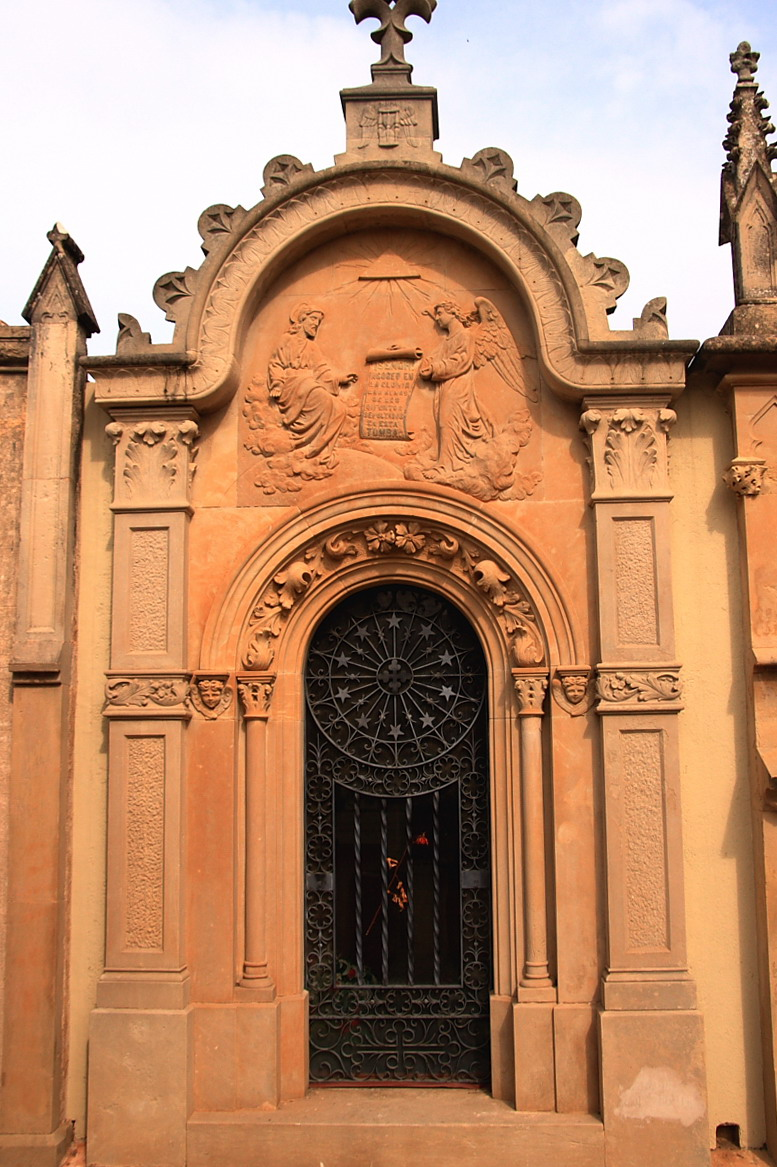
Los pequeños mausoleos tienen una decoración profusa.
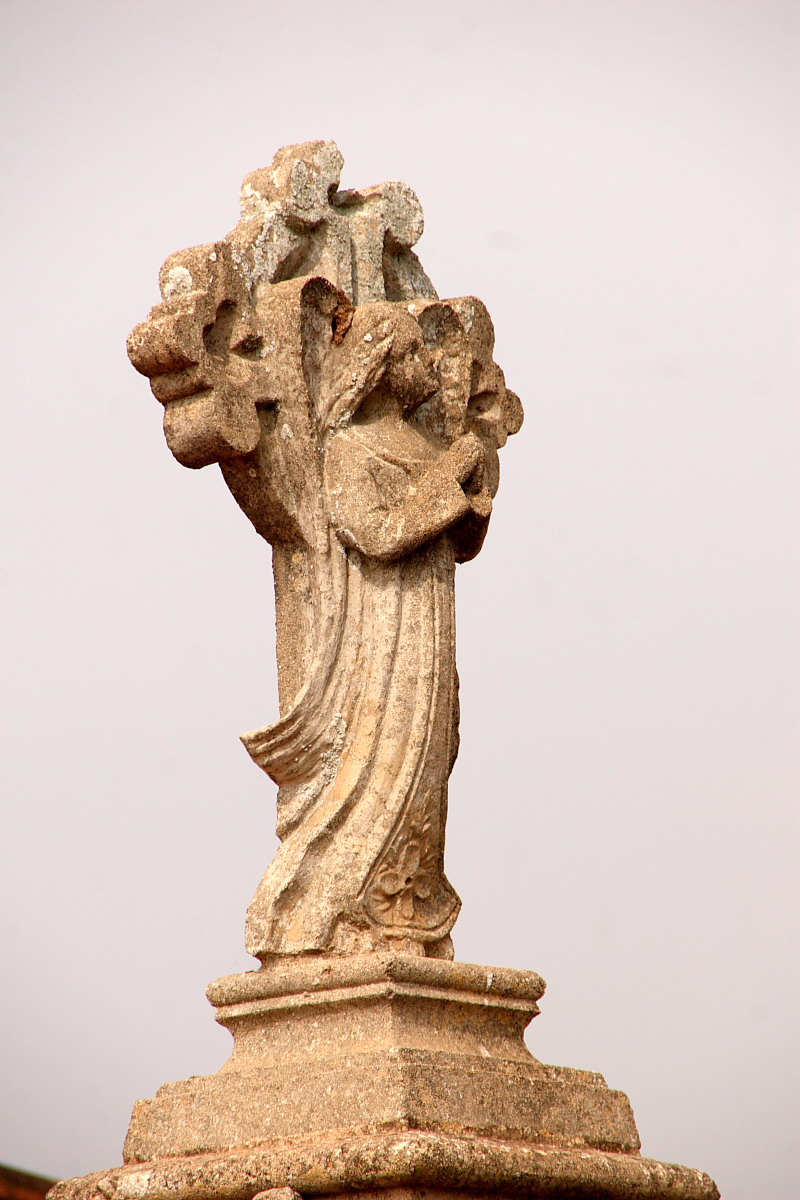
Escultura simbolista.

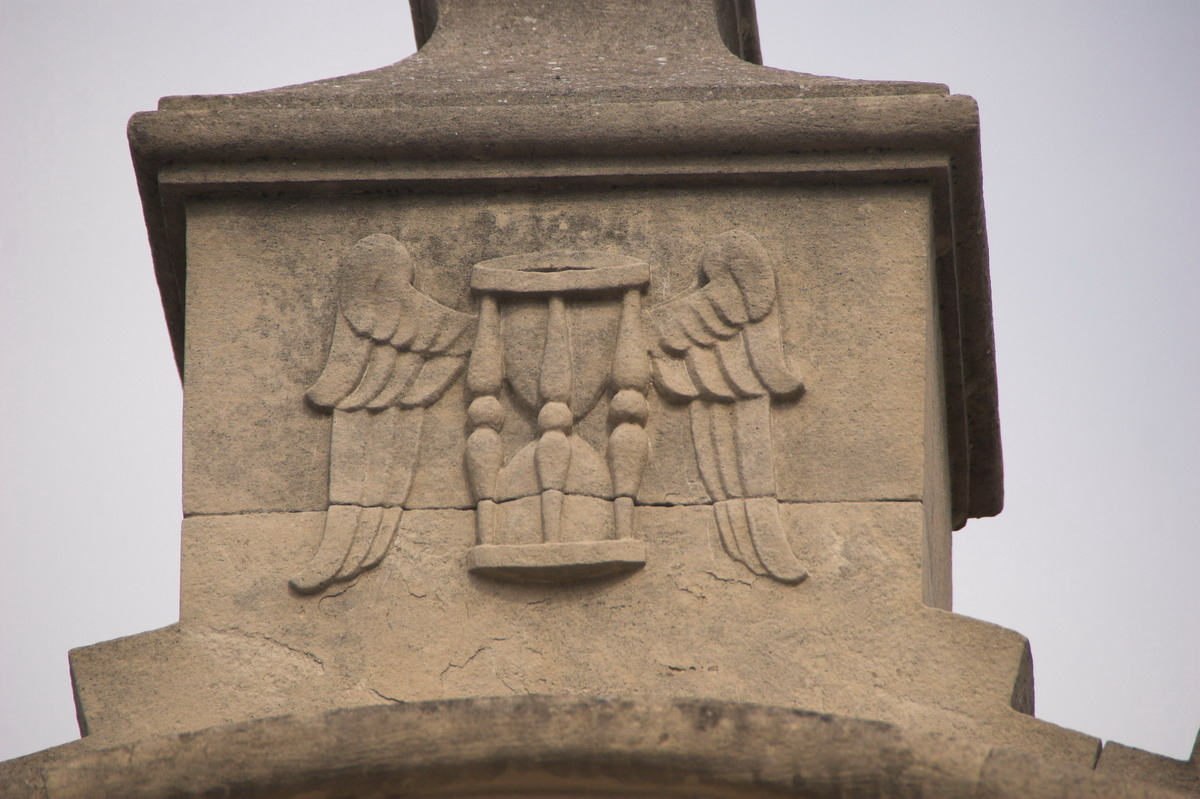
El símbolo del tempus fugit (el tiempo vuela)
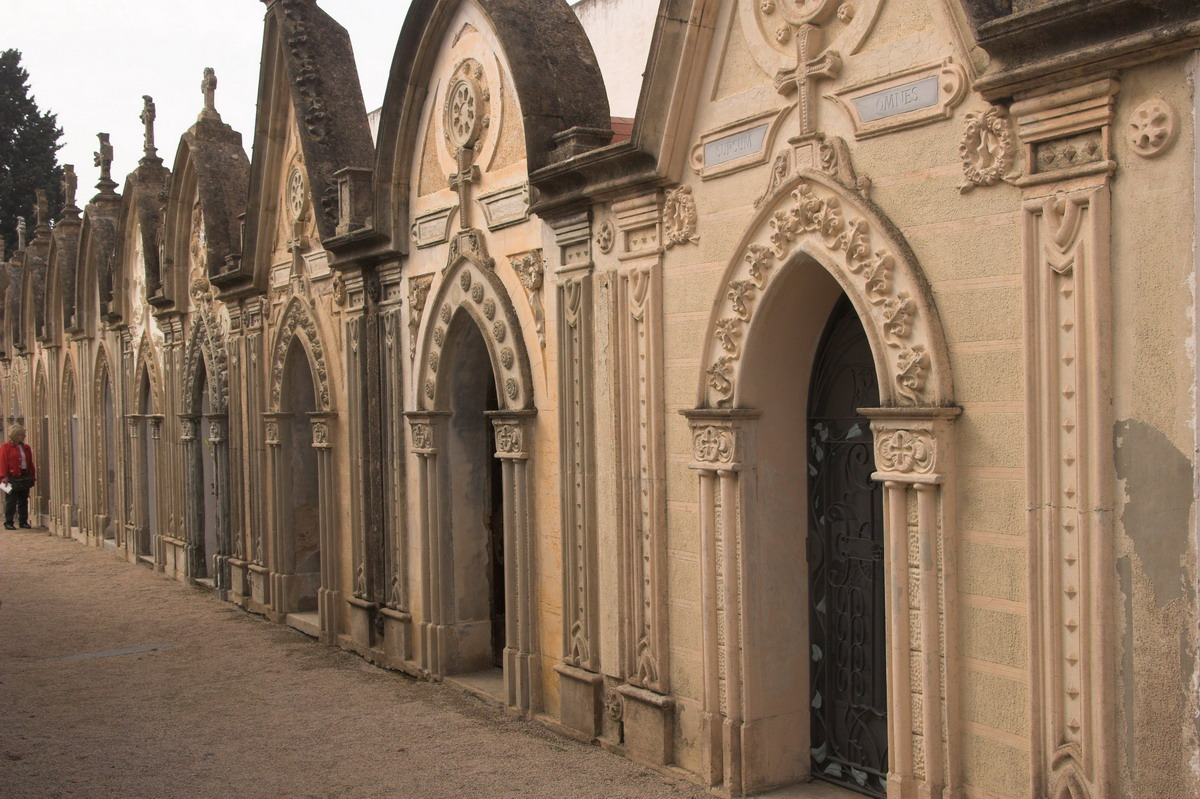
Hipogeos de segunda categoría, pseudo-panteones adosados con fachadas profusamente decoradas.
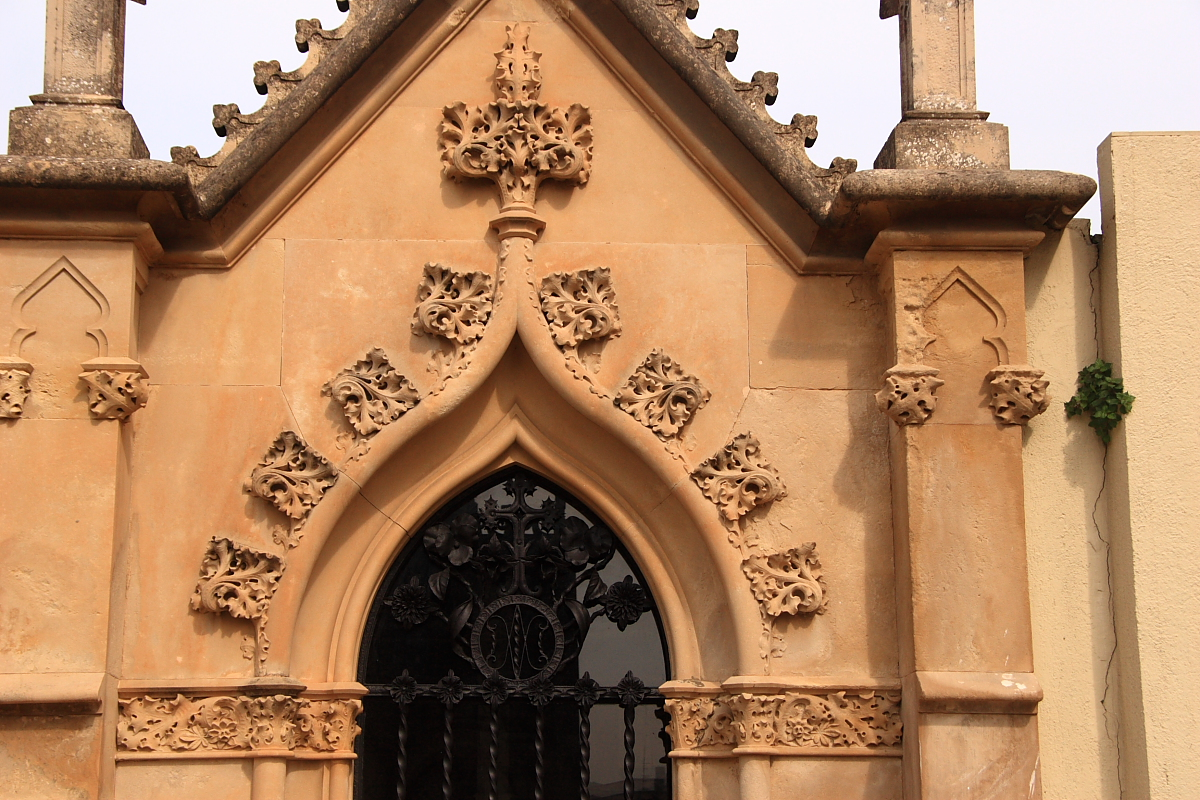
Detalle de trabajos en piedra de estilo neogótico.

## Obras destacadas

### DePuig i Cadafalch
- Panteón Costa-Macià (1902): Es uno de los más complejos y ricos del conjunto. Es una pequeña capilla neogótica con cubierta sobre finas columnas y arcos de medio punto a los cuatro lados. En el interior hay un pequeño altar de mosaico policromado, al igual que las bóvedas, acabadas en una clave que representa un caballero. Los mosaicos son de Lluís Brú y las esculturas de Eusebio Arnau.

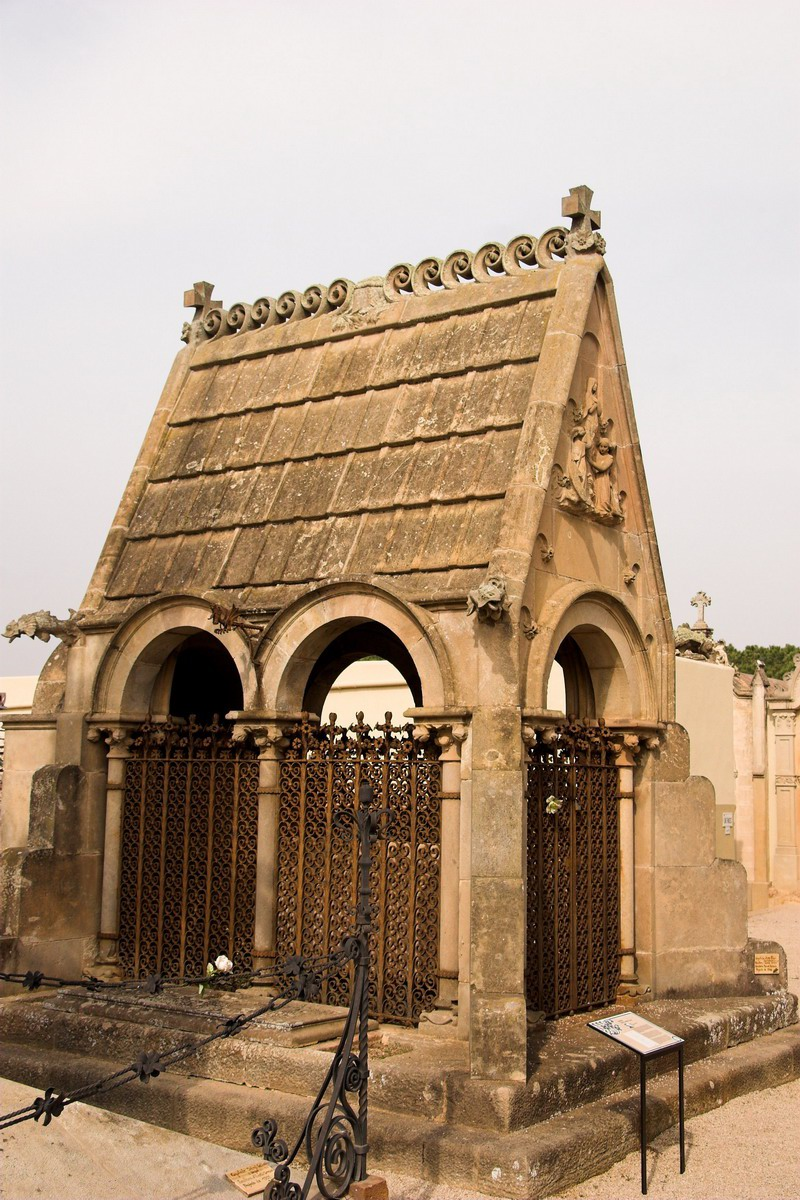
Panteón de Costa-Macià
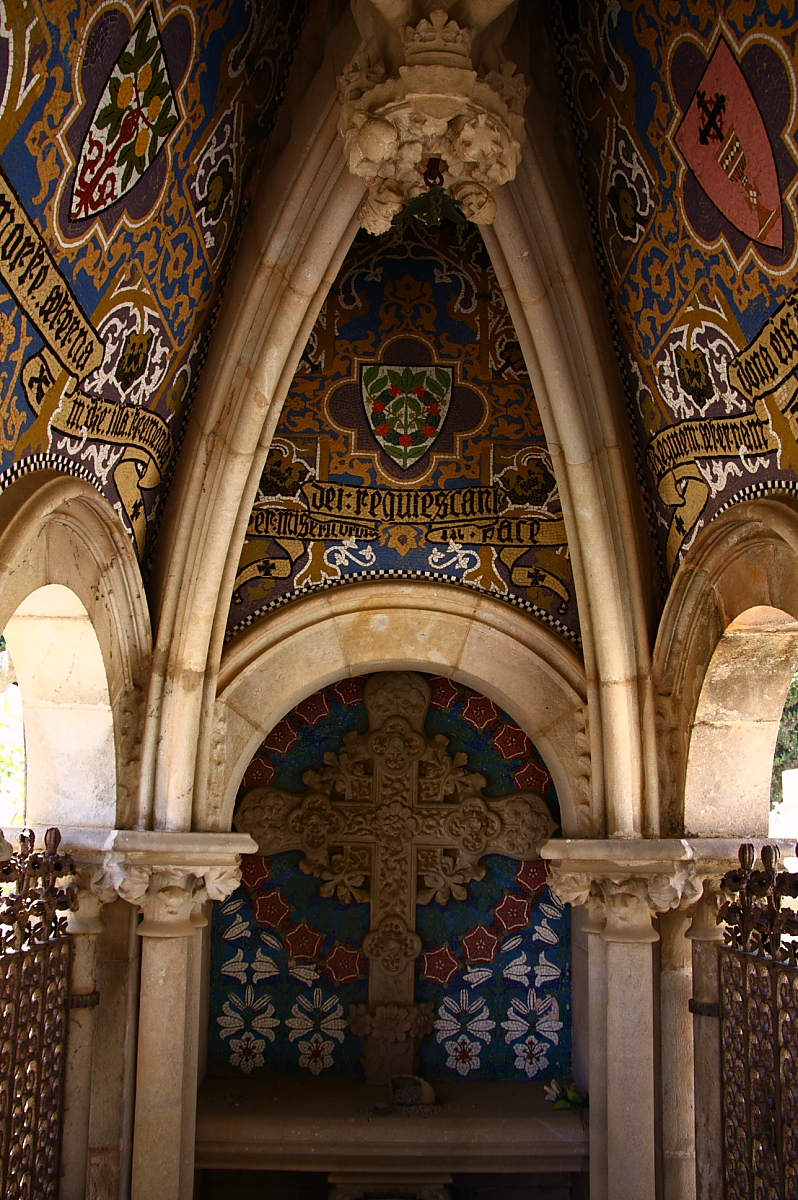
La profusa decoración interior con mosaico, de clara tendencia germánica
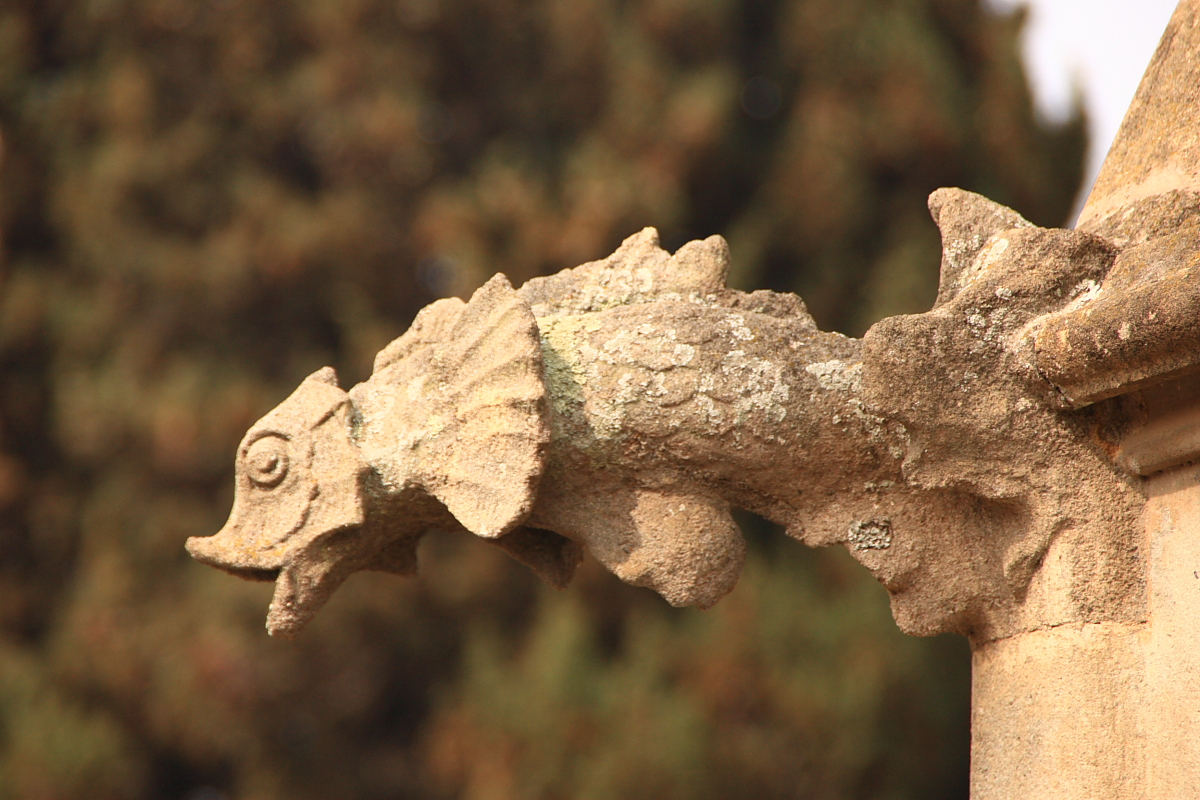
Gárgola ficticia de Eusebio Arnau

### DeAntoni Maria Gallissà
- Panteón Casanovas-Terrats (1901): Panteón de estructura compleja, neogótico con las sepulturas a tierra, pero con un pseudo-sarcófago a media altura, desde el que arrancan cuatro finas columnas con pináculos y gárgolas que acaban en un remado profusamente decorado con un crismón. Las esculturas son de Eusebio Arnau y la cerrajería de Manuel Ballarín.

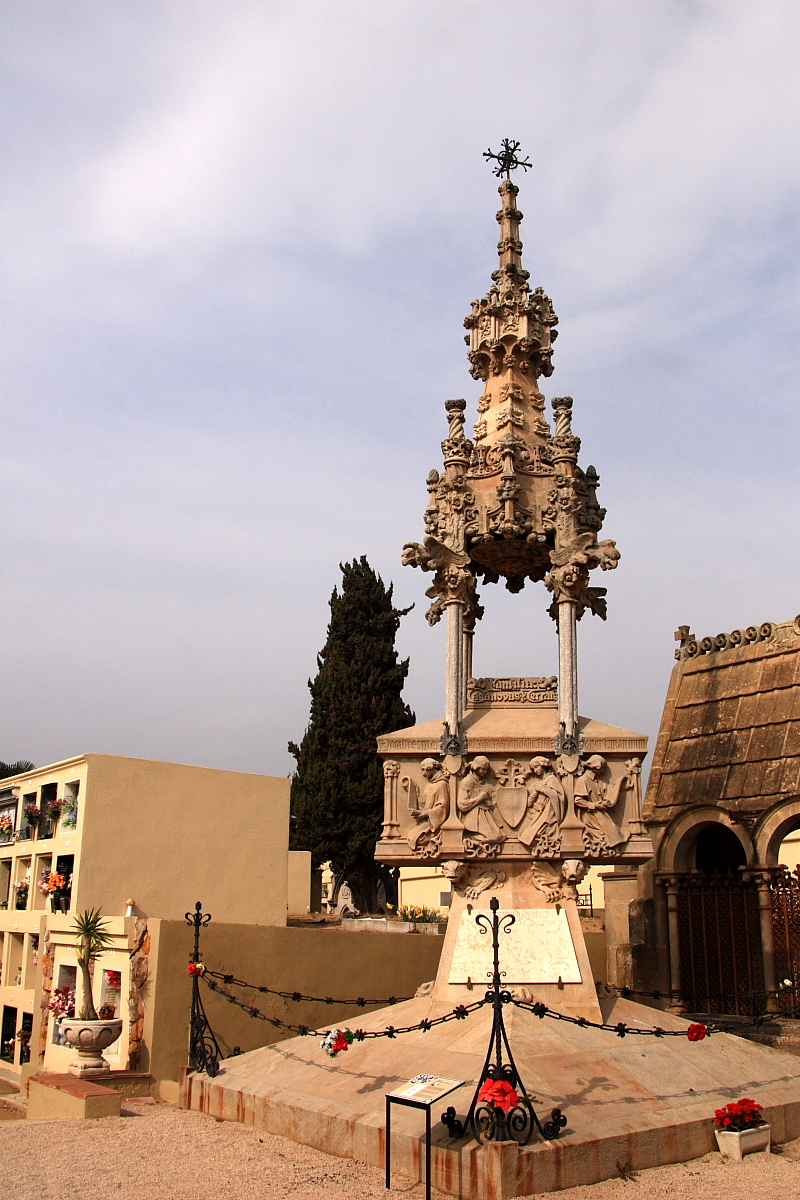
Panteón de Casanovas-Terrats.
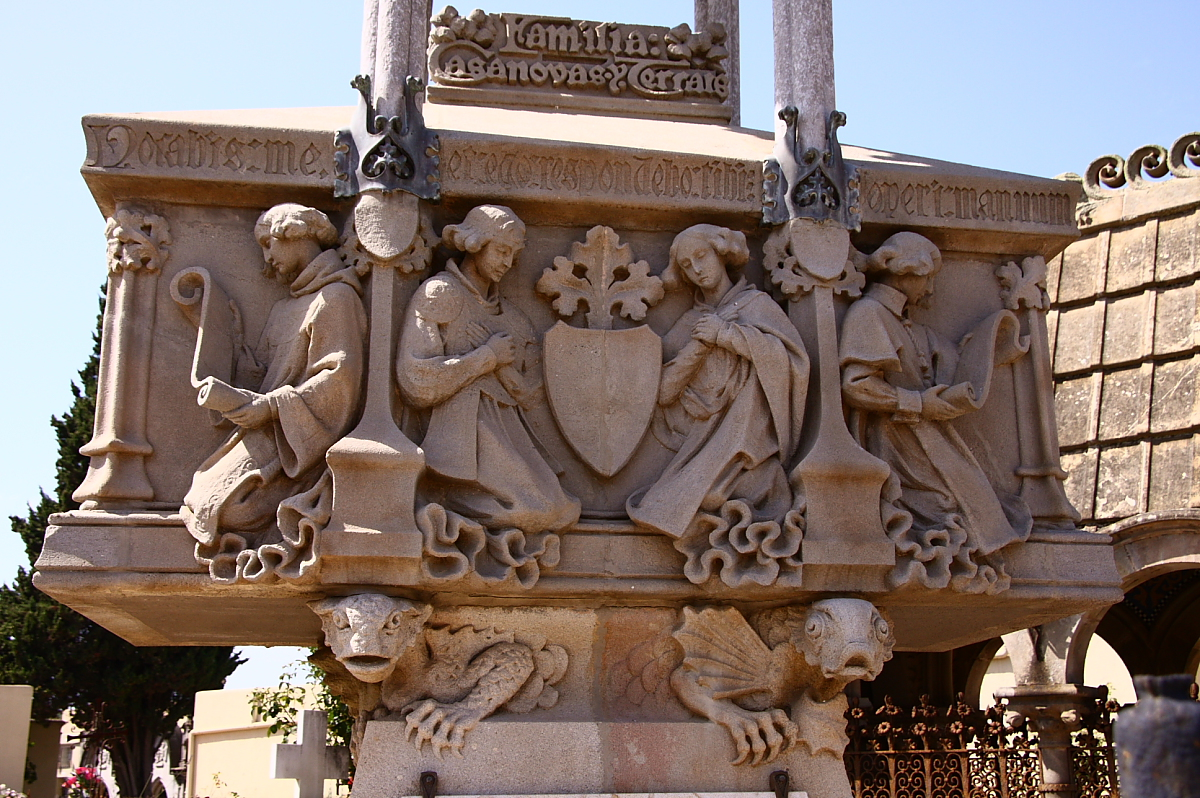
Detalle del sarcófago con esculturas de Eusebio Arnau
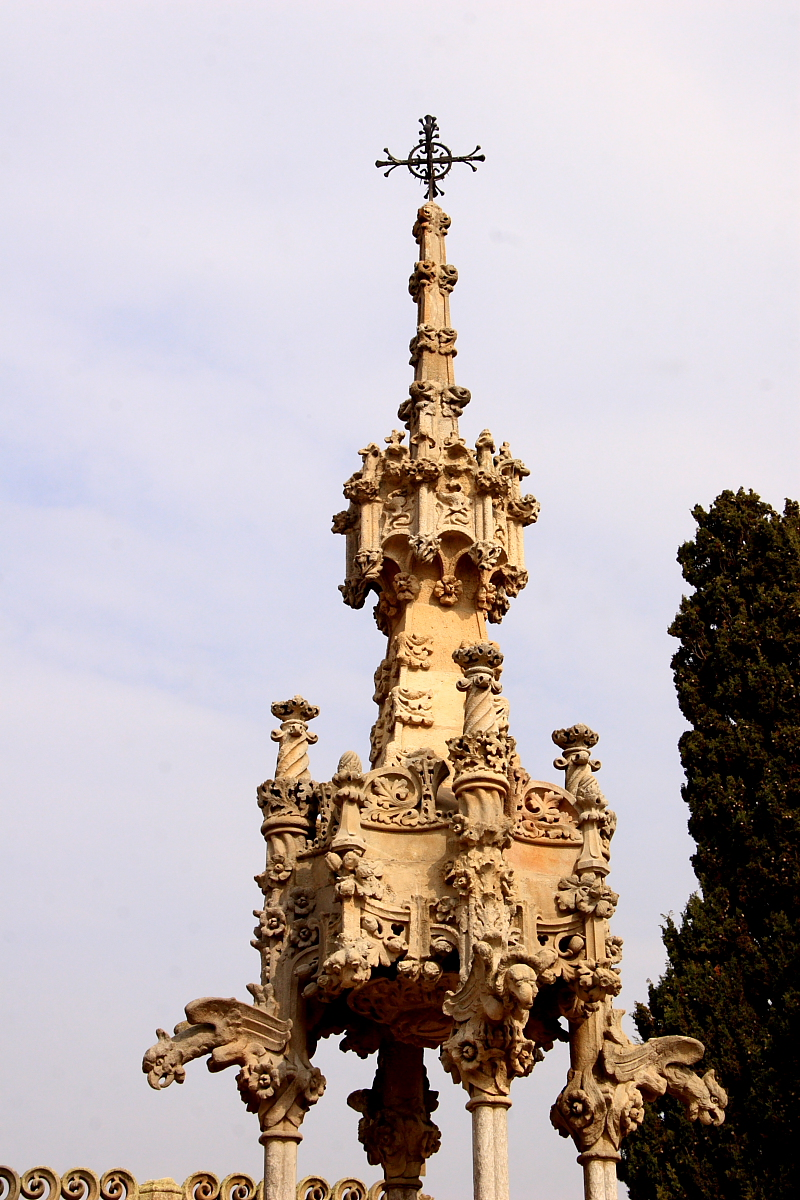
Detalle del trabajo escultórico de la coronación.

### DeBonaventura Conill i Montobbio
- Panteón Esqueu-Villalonga (1904-1909): Es lo más alto y visible desde el exterior del recinto. Presenta la figura de un dragón que sostiene una calavera sobre la que ha roto las tablas de la ley. Al centro del conjunto un altísimo arco acabado en una cruz con un sagrado corazón y, al extremo opuesto del dragón, aparece el sarcófago en un lugar preeminente.

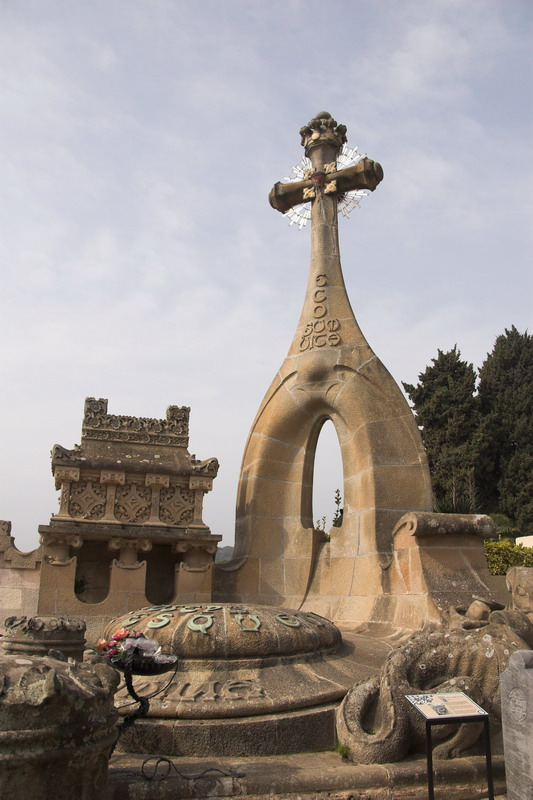
Panteón de Esqueu-Villalonga visible desde todo el cementerio
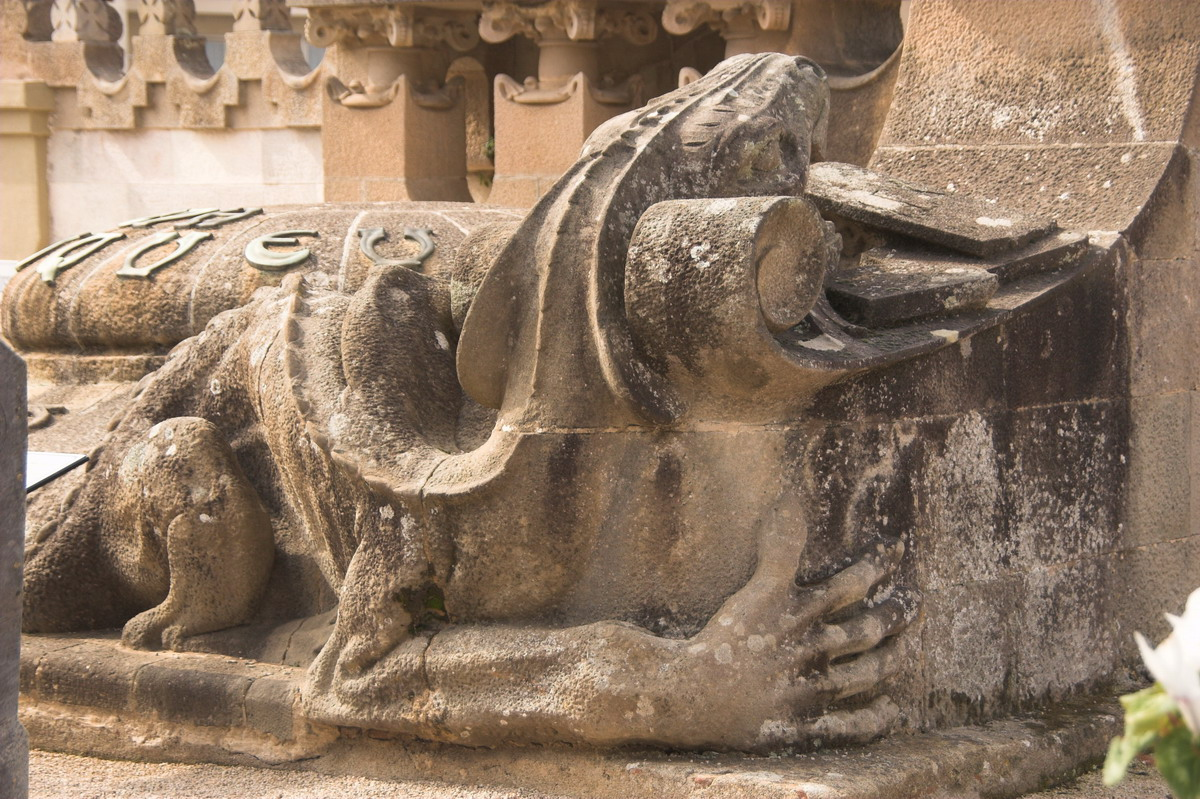
El dragón amenazante
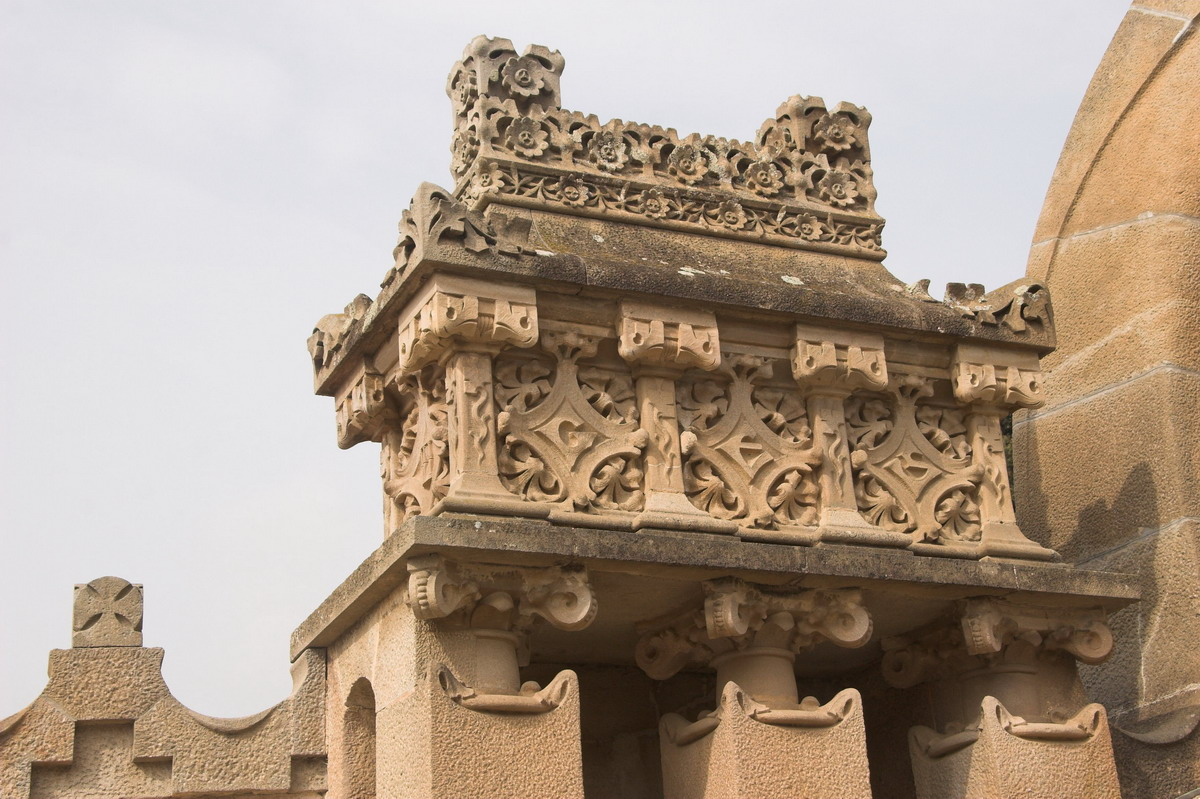
Sarcófago representando a los difuntos enterrados.

- Hipogeos: La mayor parte de la obra de Conill en el cementerio son hipogeos de primera clase, es decir, las sepulturas a ras de tierra con una escultura encima y separados entre sí.

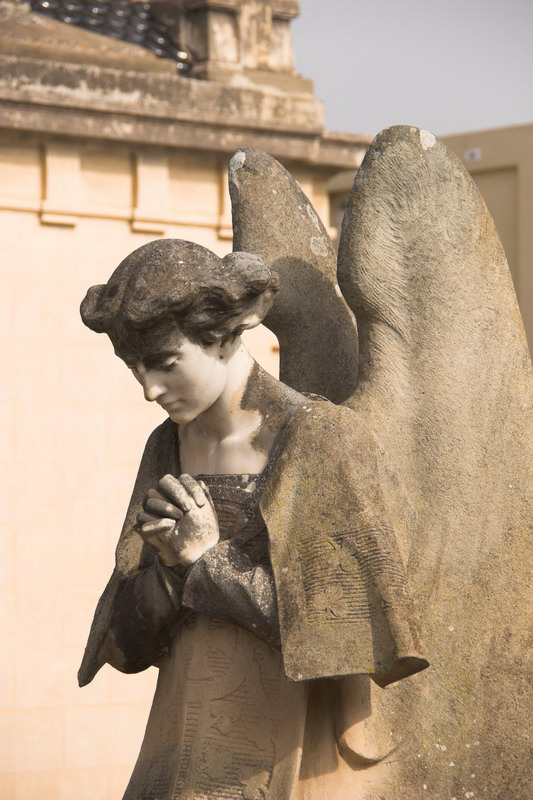
Durall-Carreras (1903). Figura de un ángel orando con una imagen de placidez. Destaca el color blanco de la cara y las manso que son hechos en mármol.
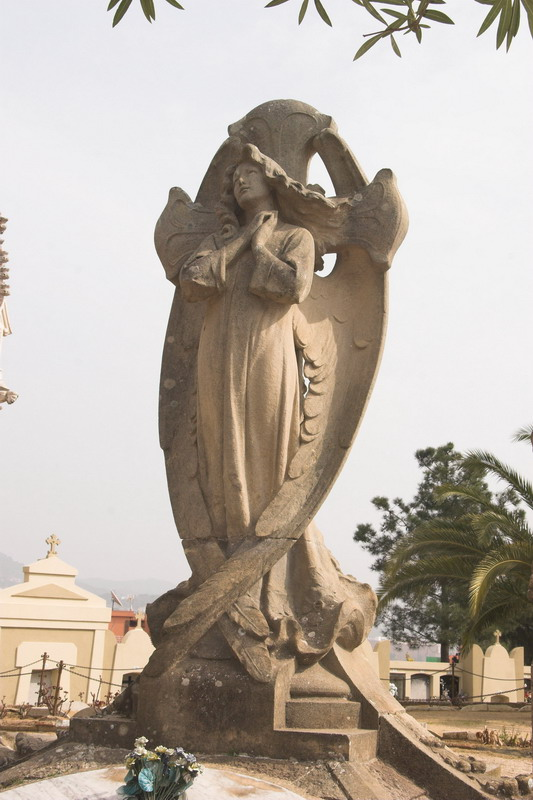
Durall-Suris (1903). Se considera la primera obra de Conill en el cementerio. La escultura es de Josep Maria Barnadas i Mestres, y mezcla la simbología de la cruz y el ángel.
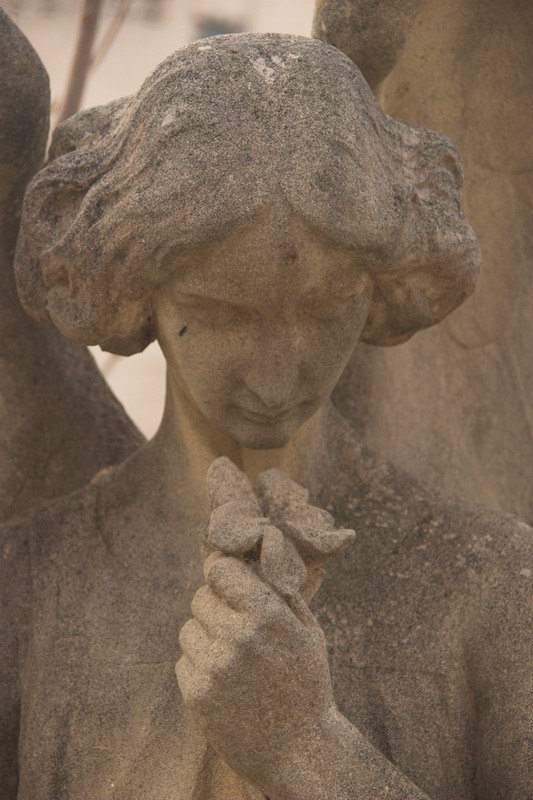
Fàbregas-Mataró (1908). Ángel con una ofrenda floral. De inspiración claramanente modernista, tiene las alas desplegadas en forma asimétrica. A su lado un sarcófago de inspiración medieval con letras góticas y un tempus fugit.

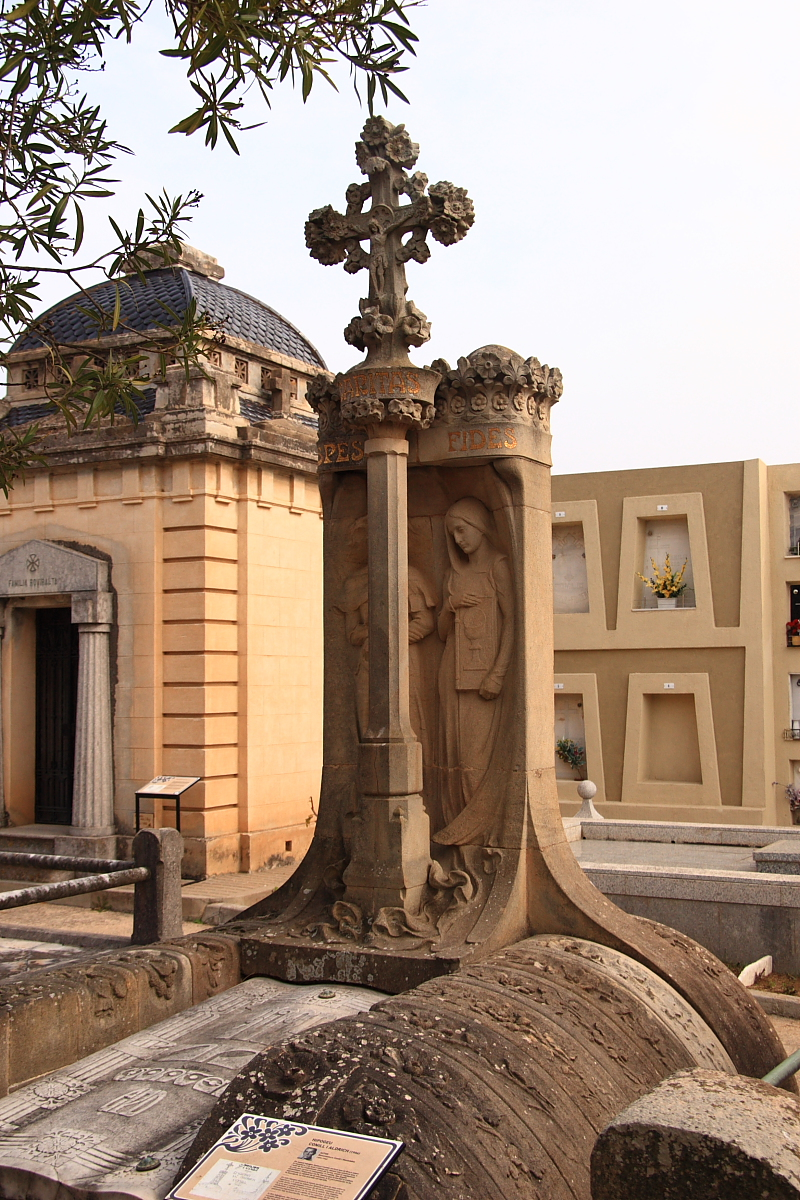
Conill-Aldrich (1906). Una estela con dos figuras -la Esperanza y la Fe- ante las cuales hay una columna que sostiene un capitel que representa la caridad.
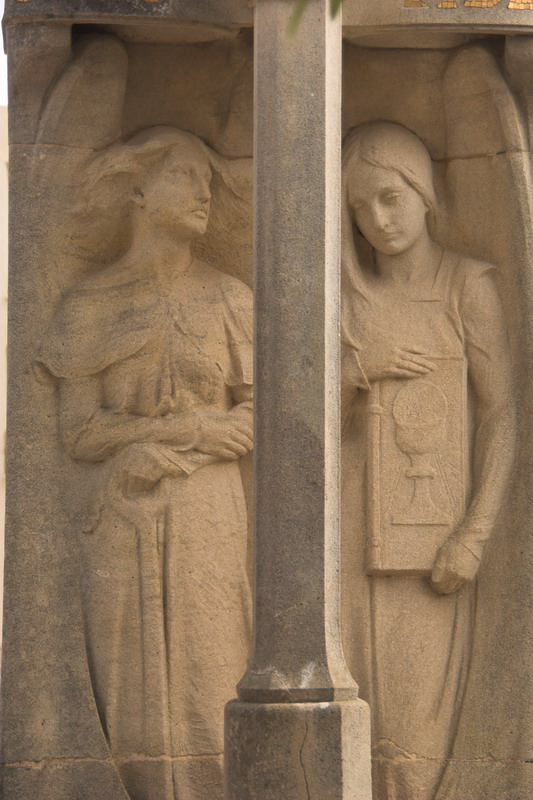
Conill-Aldrich (1906). Detalle de la estela, de la que salen las dos figuras femeninas.

### DeVicenç Artigas i Albertí
- Panteón Cabañas (1902): Mausoleo-capilla con cuatro ángeles orando en las esquinas y una cruz muy decorada en la cumbre, por encima de una cornisa barrocoa. Totalmente hecha en piedra y profusamente trabajada con motivos vegetales. En el interior, una clave con la simbología de Cristo y de los cuatro evangelistas.

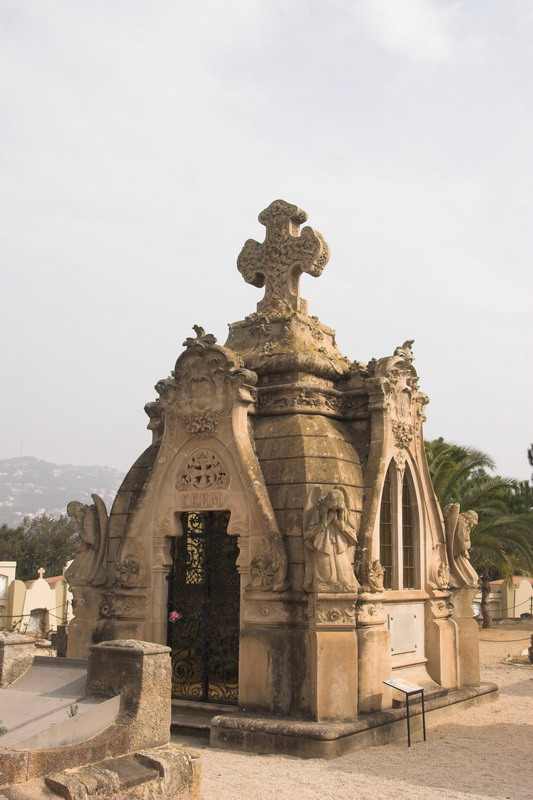
Vista del panteón Cabañas.
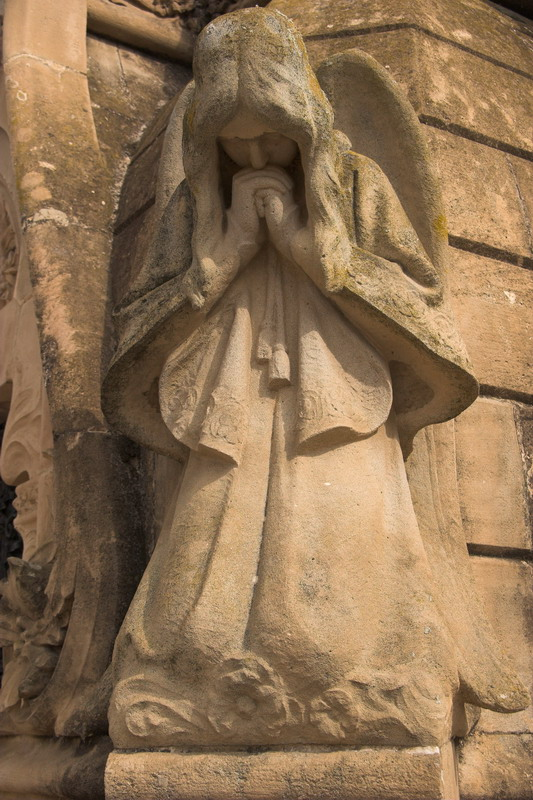
Las figuras femeninas rezando.
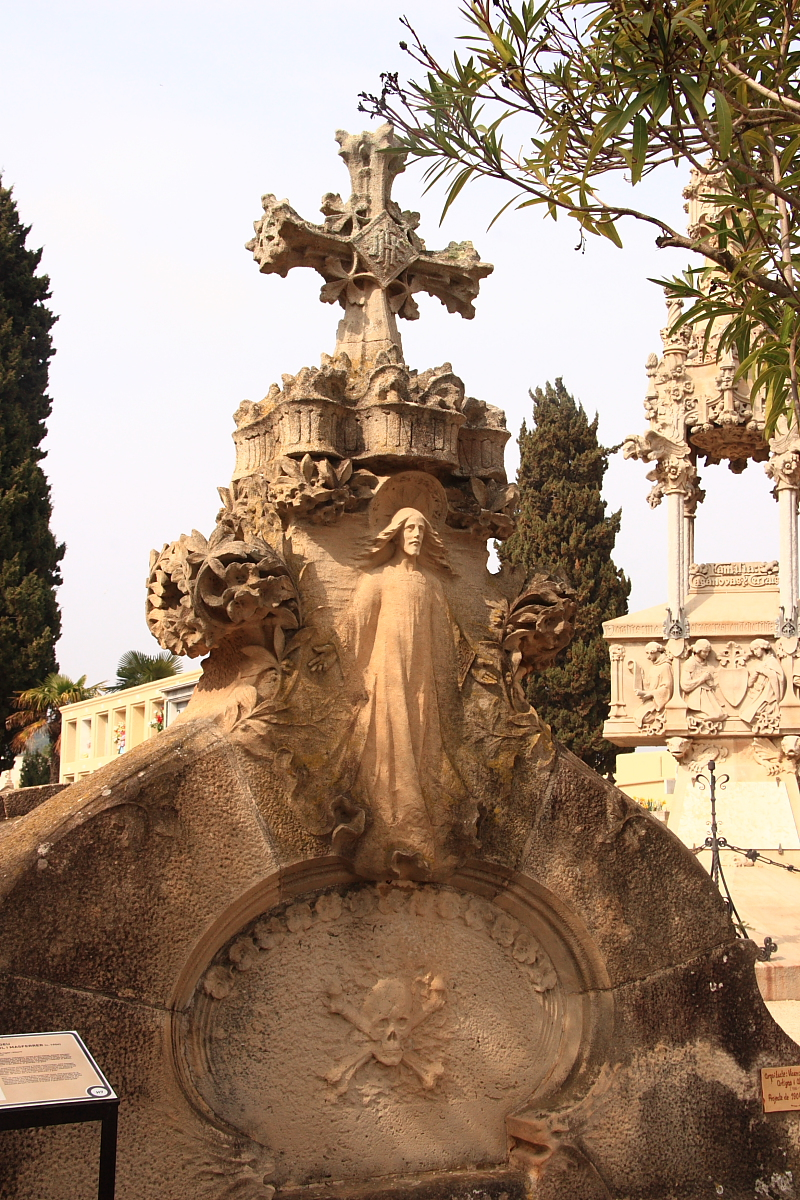
Hipogeo Pujol-Masferrer. De superficie ondulante desde la cual aparece la figura de un Cristo triunfando sobre la muerte representada por una calavera.

### Otros autores
Algunas de las figuras más significativas de las que se encuentran en el paseo central del recinto. Obviamente, hay muchas más obras anónimas o sin identificar por todo el cementerio.

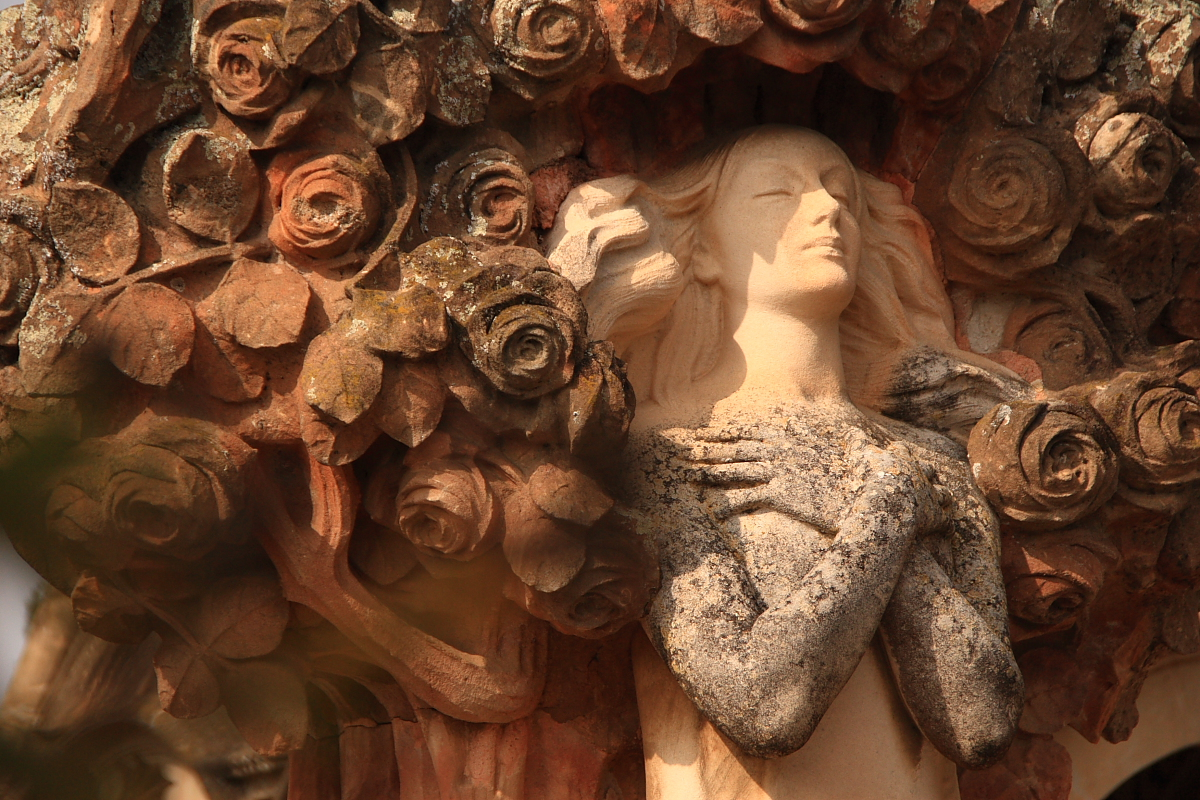
Camps-Nonell (1908), obra de Ismael Smith. La figura femenina con los ojos cerrados y las manos cruzadas sobre el pecho y como si estuviese flotando, reflejan la mierte. El color blanco de la piedra de la figura destaca con el rojo de las rosas que la rodean.
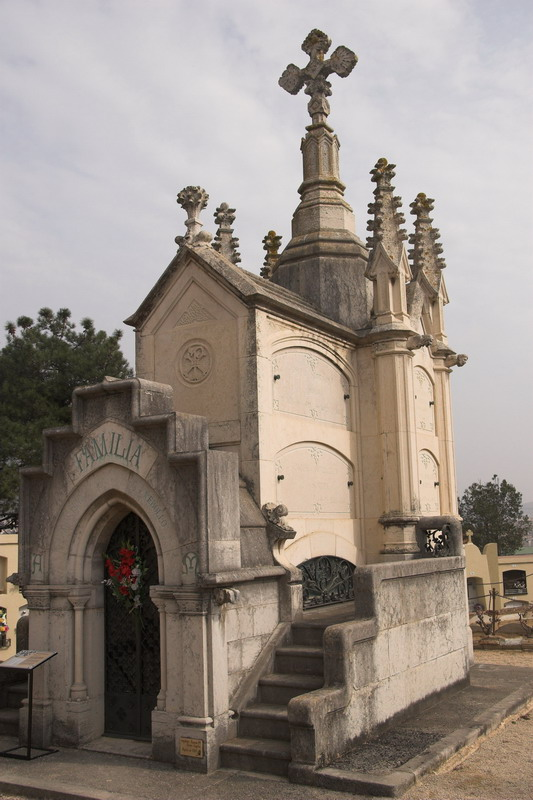
Panteó Serrahima (1905). Obra de Ramon Maria Riudor i Capella. Es un panteón-capilla de aire medieval. compuesto por varios cuerpos todos ellos rematados por cristería y con cuatro grandes pináculos y una cruz.
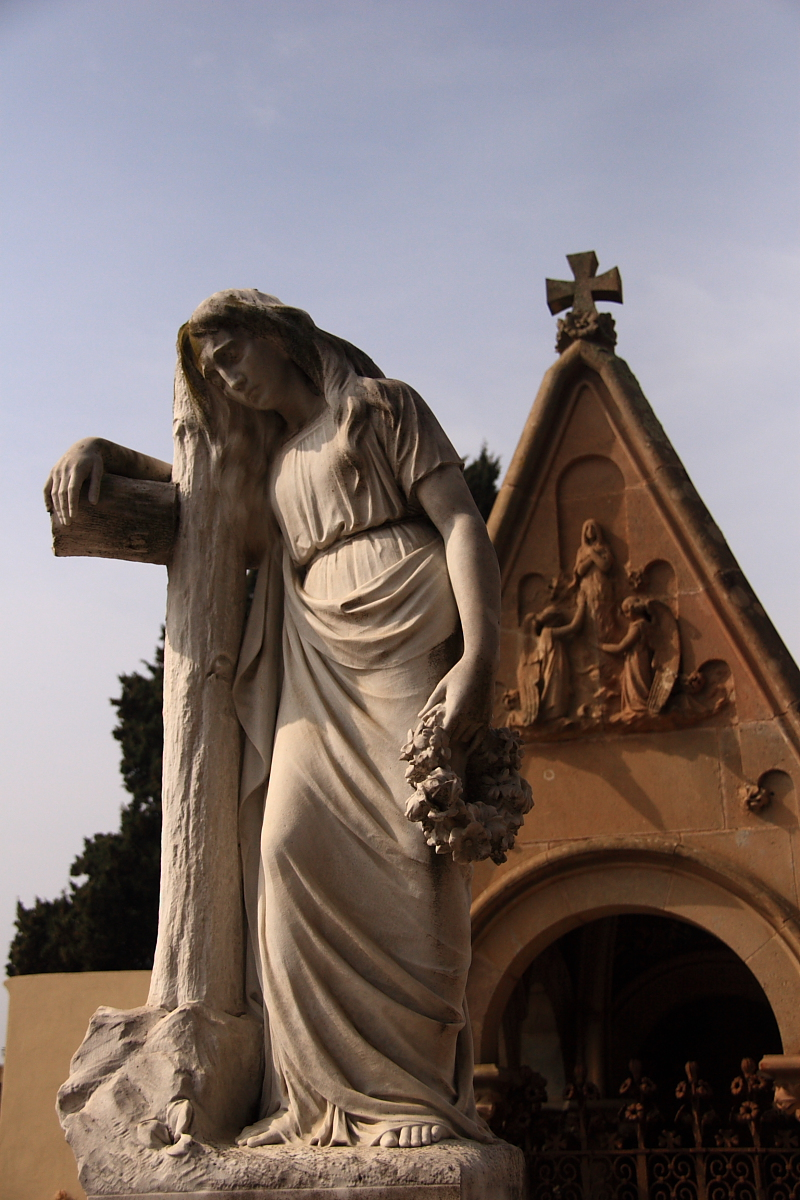
Gelats-Durall (1909). Anónimo. La figura femenina con túnica es un clásico en el arte funerario. La corona y la cruz simbolizan la salvación. Los ojos cerrados simbolizan el sueño profundo de la muerte.
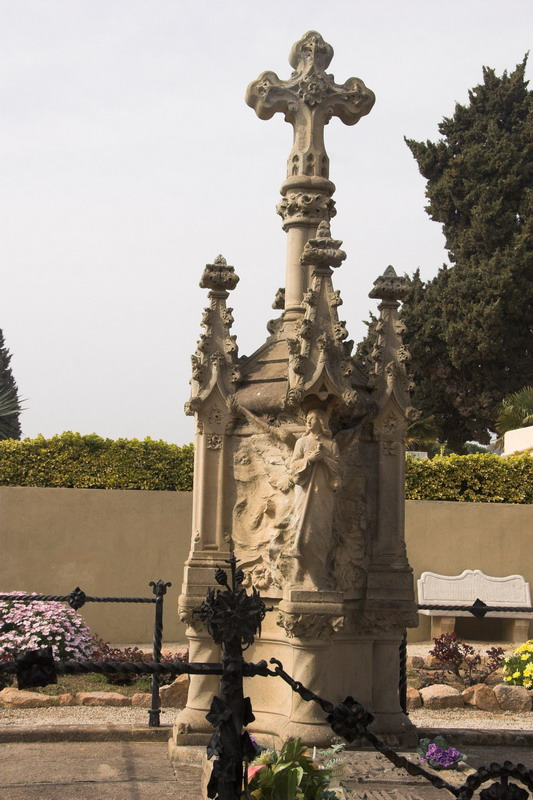
Macià-Roca (1907). Anónimo. Obra de finísimo trabajo, tiene forma de edículo cuadrangular con cuatro columnas, una de las cuales está formada por un ángel con una trompeta del Juicio Final.
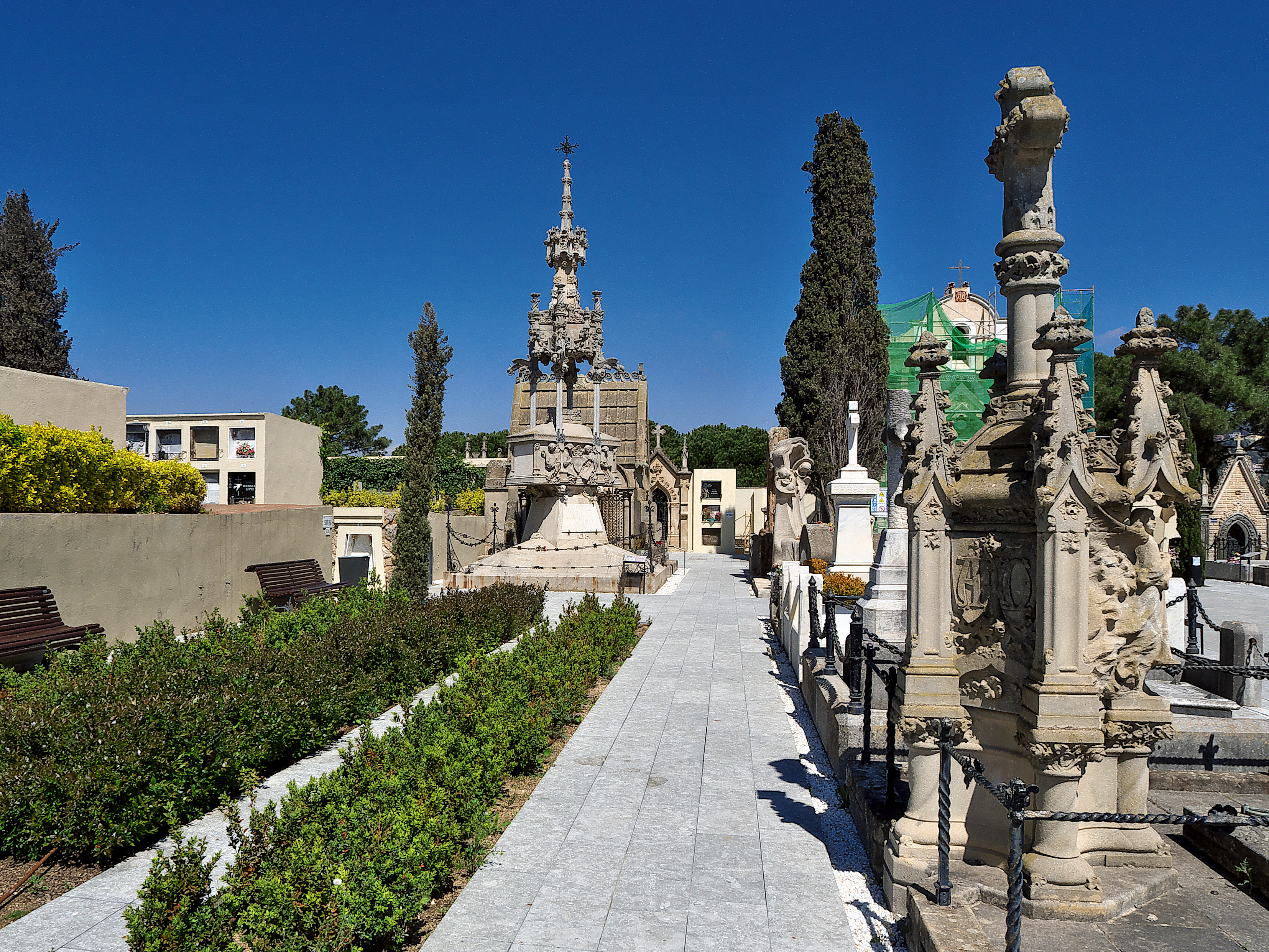
Macià-Roca